# Out of the Shadows
Out of the Shadows es el octavo álbum de estudio de la banda de rock estadounidense Escape the Fate. Fue lanzado el 1 de septiembre de 2023 a través de Big Noise Music y fue producido por John Feldmann. Este es el primer álbum que presenta al guitarrista Matti Hoffman y al bajista Erik Jensen.

## Lista de canciones
| N.º | Título                                                      | Duración |  |
| 1.  | «Forgive Me»                                                | 5:03     |  |
| 2.  | «Choke»                                                     | 3:13     |  |
| 3.  | «LOW»                                                       | 3:14     |  |
| 4.  | «Rather Be Dead»                                            | 2:36     |  |
| 5.  | «F U N in Funeral»                                          | 2:30     |  |
| 6.  | «Lips Like Knives»                                          | 2:41     |  |
| 7.  | «Hypnotized»                                                | 2:07     |  |
| 8.  | «H8 MY SELF»                                                | 2:59     |  |
| 9.  | «Traumatized»                                               | 3:39     |  |
| 10. | «Irreversible»                                              | 3:34     |  |
| 11. | «Kings of Nothing»                                          | 3:14     |  |
| 12. | «Cheers to Goodbye» (con Spencer Charnas de Ice Nine Kills) | 3:46     |  |

| Out of the Shadows 2.0 |                                                    |          |  |
| N.º                    | Título                                             | Duración |  |
| 13.                    | «Dearly Departed» (con Bert McCracken de The Used) | 3:16     |  |
| 14.                    | «Animal»                                           | 2:10     |  |
| 15.                    | «Feral»                                            | 3:39     |  |
| 16.                    | «Legend»                                           | 3:05     |  |
| 17.                    | «Unsatisfied»                                      | 2:56     |  |
| 18.                    | «Weight of the World»                              | 3:03     |  |
| 19.                    | «Bloodline»                                        | 3:15     |  |
| 20.                    | «Half Breed»                                       | 3:06     |  |
| 21.                    | «Out of the Shadows»                               | 3:32     |  |
| 22.                    | «Rather Be Dead» (HIGHSOCIETY Remix)               | 3:26     |  |

## Personal
Escape The Fate
- Craig Mabbitt - voz principal
- Matti Hoffman - guitarra líder, coros
- Erik Jensen - bajo, coros
- TJ Bell - guitarra rítmica, coros
- Robert Ortiz - batería, percusión, coros

Músicos adicionales
- Spencer Charnas: voz (pista 12).
- Bert McCracken: voz (pista 13).